# Taquaral
Taquaral is een gemeente in de Braziliaanse deelstaat São Paulo. De gemeente telt 2.974 inwoners (schatting 2009).

## Aangrenzende gemeenten
De gemeente grenst aan Bebedouro, Jaboticabal, Pitangueiras en Taiuva.